# Palácio da Justiça (Cuiabá)
O Palácio da Justiça é um edifício em Cuiabá, Mato Grosso. Foi uma das Obras Oficiais instituídas por Getúlio Vargas na década de 1940 na cidade, com vistas de consolidá-la como a capital do estado e modernizá-la. Assim, a estrututra foi concluída durante a gestão do interventor Júlio Müller e sua principal finalidade era a de prover para a capital modernizada, uma sede para o Poder Judiciário local, sendo terminada em 1942. Em sua construção, a economia nos custos foi prioridade, com sobras de outras construções sendo usadas no prédio e linhas mais despojadas foram adotadas, também parte da introdução da art déco que ocorria no Brasil e no estado naquele momento. Assim que concluído o edifício, todo o aparato judicial do estado foi prontamente transferido a ele. É patrimônio histórico tomabado pelo IPHAN em 2000.